# Priorado de São Martinho, Richmond

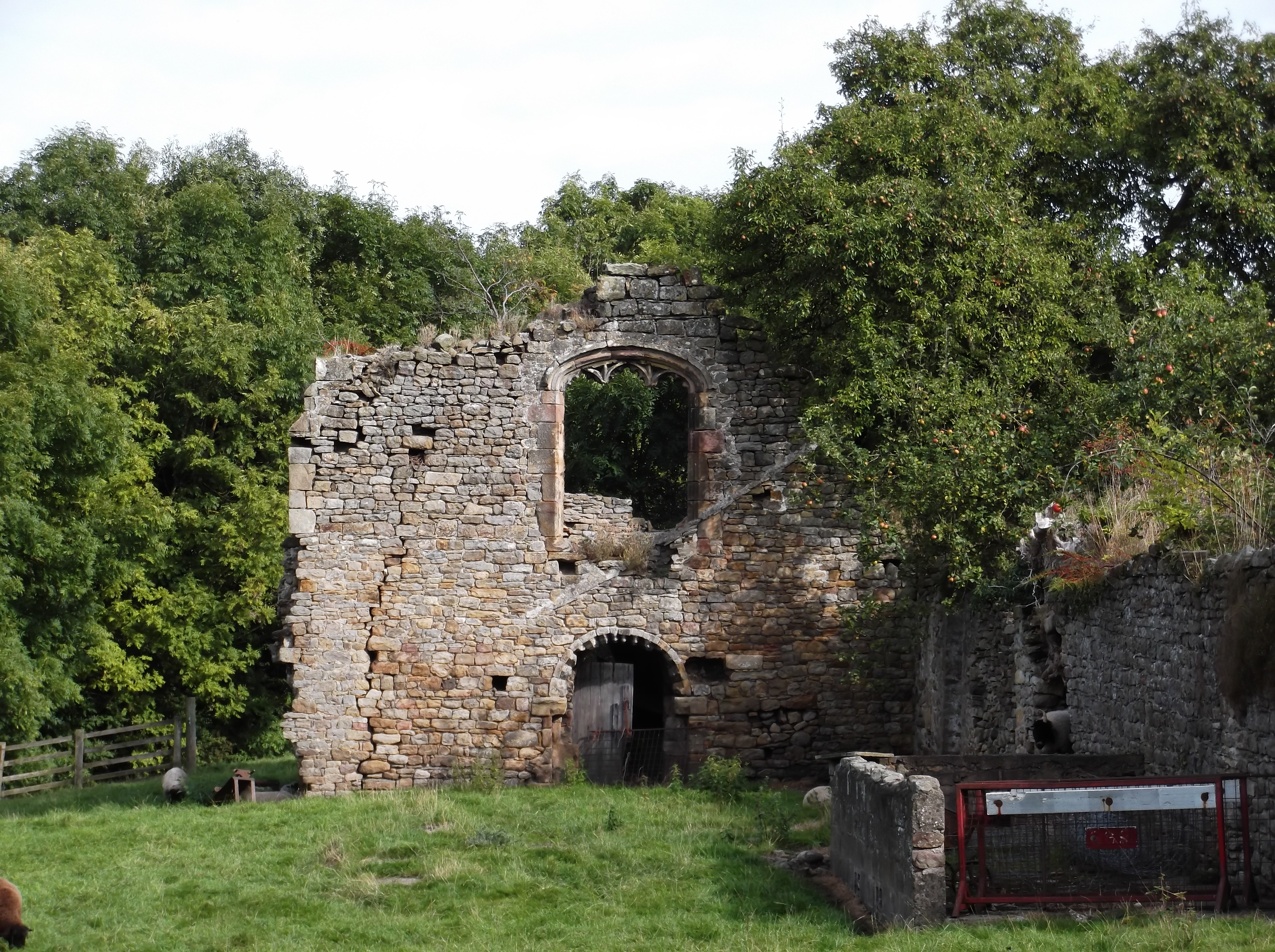
Ruínas do Priorado de São Martinho

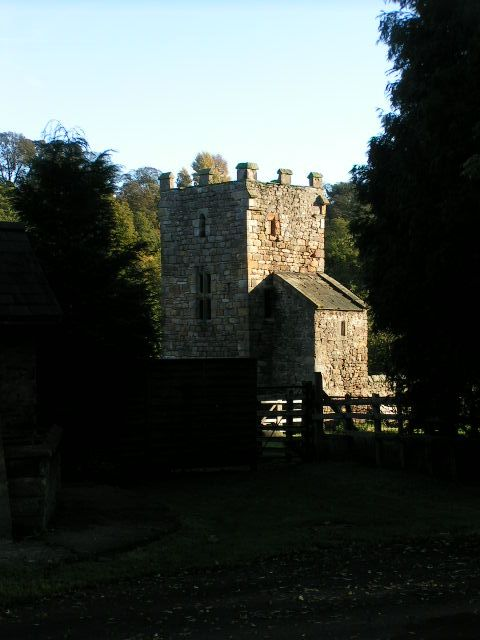
Torre do Priorado do século XV.

Priorado de São Martinho, Richmond, foi uma casa monástica medieval em North Yorkshire, Inglaterra. Era uma casa beneditina, fundada por volta de 1100, originalmente para 9 ou 10 monges, dependente da Abadia de Santa Maria, em York. Como uma das casas monásticas menores, foi dissolvida em 1539.